# Jenggot (Pekalongan Selatan)
Jenggot is een bestuurslaag in het regentschap Pekalongan van de provincie Midden-Java, Indonesië. Jenggot telt 11.490 inwoners (volkstelling 2010).